# 太閤樣軍記之內
太閤樣軍記之內（日语：／ Taikōsamagunkonouchi）是太田牛一記述太閤豐臣秀吉生平的傳記。牛一在自己所著的『太閤軍記』（二卷本，現已佚失）加以簡略並寫成此書，現今已成為最古老且還有流傳的秀吉的傳記。
由牛一親手寫的版本被保存在慶應義塾大學，在1974年6月被指定為日本重要文化財产。

## 外部連結
- 慶應義塾の文化財：［慶應義塾］ 図書館所蔵資料